# 81859 Джотейлор
81859 Джотейлор (81859 Joetaylor) — астероїд головного поясу, відкритий 29 травня 2000 року.
Тіссеранів параметр щодо Юпітера — 3,401.